# Étoile intergalactique
Une étoile intergalactique, également appelée étoile orpheline ou étoile errante, est une étoile qui n'appartient à aucune galaxie. De tels astres ont fait l'objet d'intenses discussions dans la communauté scientifique à la fin des années 1990, et on[Qui ?] pense qu'elles sont issues de galaxies en interaction. Ces étoiles pourraient représenter la moitié des étoiles présentes dans l'univers selon une étude publiée dans la revue scientifique Science,. 
Les premières étoiles intergalactiques ont été découvertes en 1997 à l'aide du télescope spatial Hubble, dans l'amas de la Vierge, où on[Qui ?] pense qu'il en existe un millier de milliards, notamment dans un gros groupe d'étoiles à 300 000 années-lumière de la galaxie la plus proche. Des étoiles intergalactiques ont été découvertes ailleurs, par exemple dans l'amas du Fourneau. Ces étoiles rassembleraient jusqu'au dixième de la masse totale de l'amas, avec une masse stellaire moyenne supérieure à la masse moyenne des étoiles des quelque 1 300 à 2 000 galaxies de cet amas. L'origine de telles étoiles demeure inconnue mais la théorie la plus largement acceptée est que l'interaction de deux galaxies ou davantage est susceptible de propulser certaines étoiles dans l'espace intergalactique. Cette théorie a été confirmée comme un processus très répandu par l'étude de 2014. 

## Nébuleuses planétaires intergalactiques
Les nébuleuses planétaires représentent la phase avancée de l'évolution d'étoiles de masse intermédiaire. À ce titre elles sont un traceur de la population stellaire à laquelle elles appartiennent. Elle présentent cependant par rapport aux autres étoiles l'avantage de radier leur énergie dans des raies d’émission intenses, ce qui les rend plus faciles à détecter. Ainsi, de nombreuses nébuleuses planétaires ont été identifiées depuis 1996 dans le milieu intra-amas de l'amas de galaxies de la Vierge.

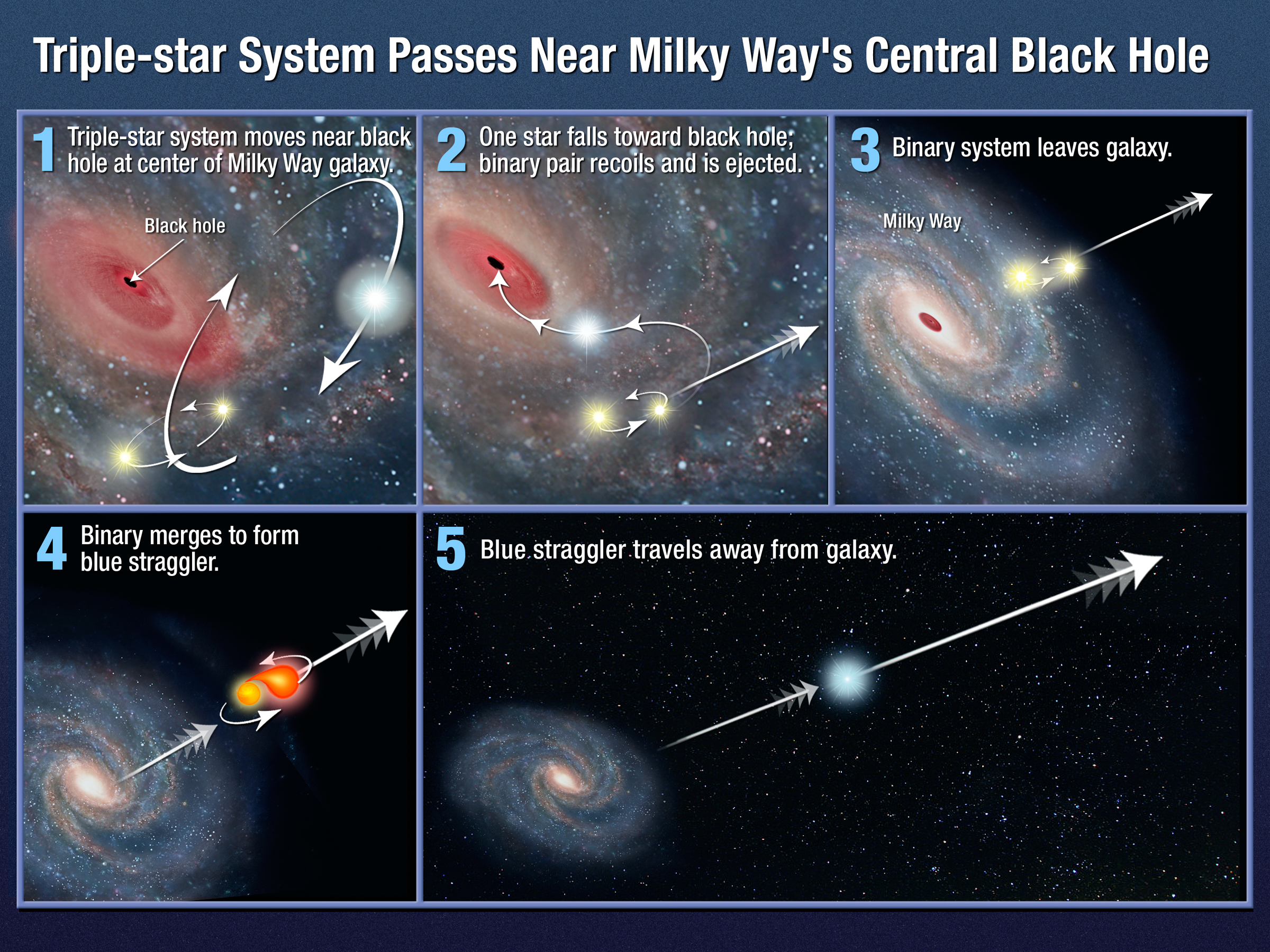
Mécanisme proposé pour l'éjection des étoiles intergalactiques faisant intervenir un trou noir supermassif.

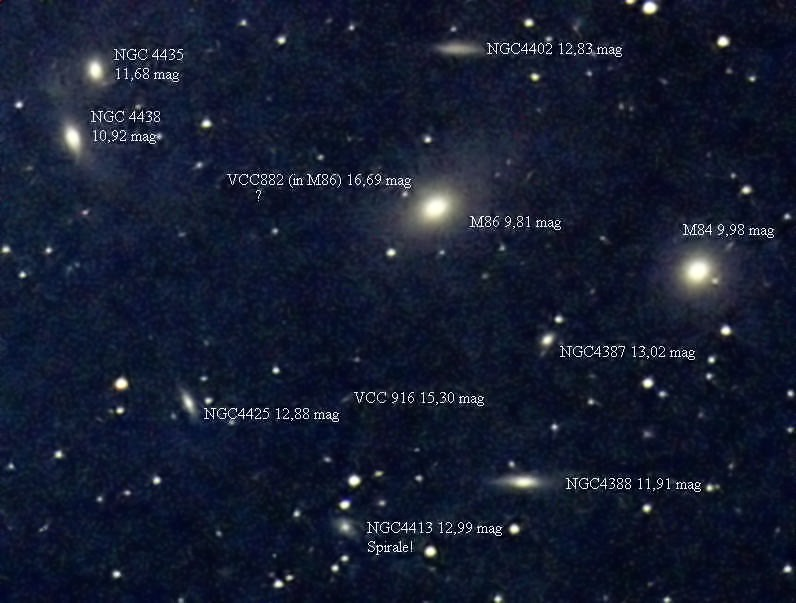
L'amas de la Vierge, où les premières étoiles intergalactiques ont été découvertes.

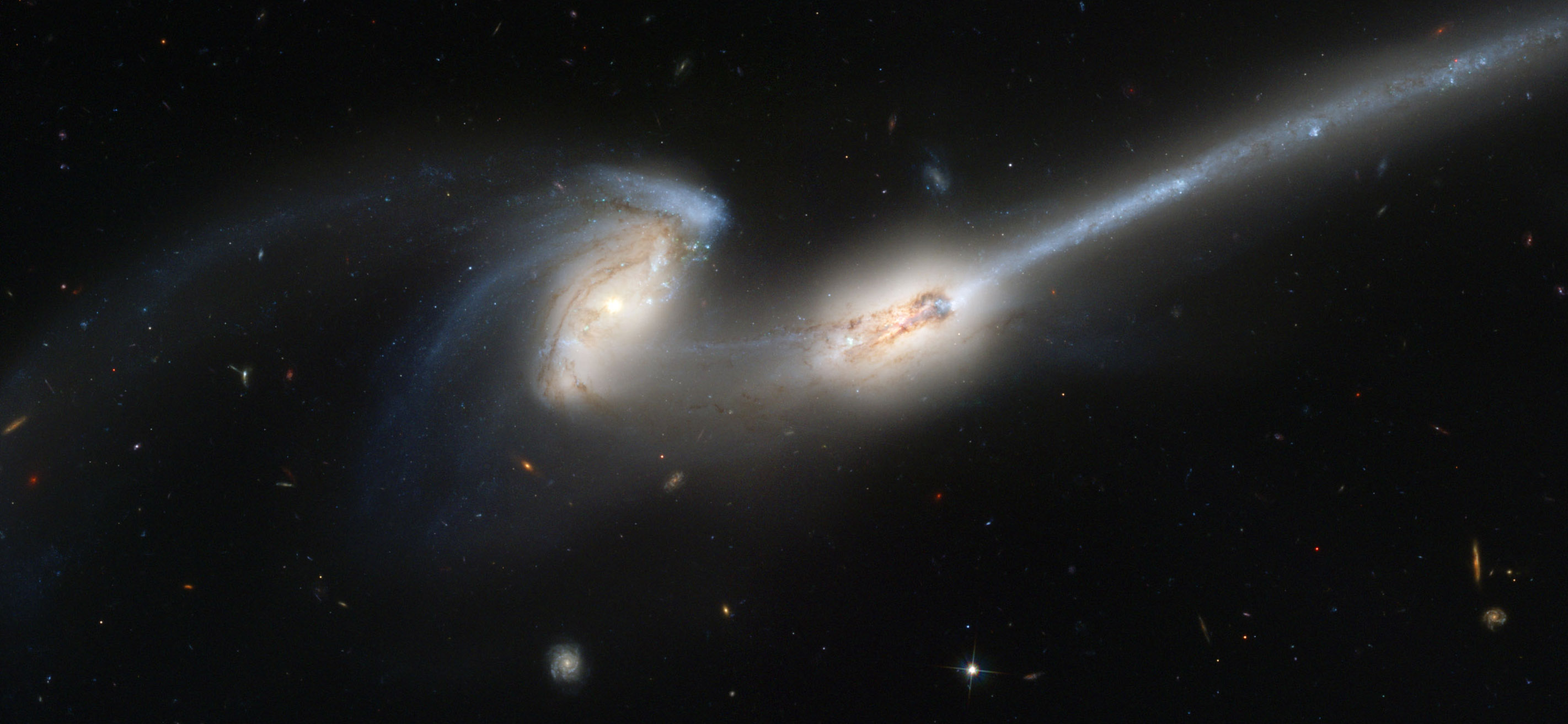
Les collisions de galaxies sont considérées comme principales sources d'étoiles intergalactiques.